# Südstadt (Gemeinde Maria Enzersdorf)

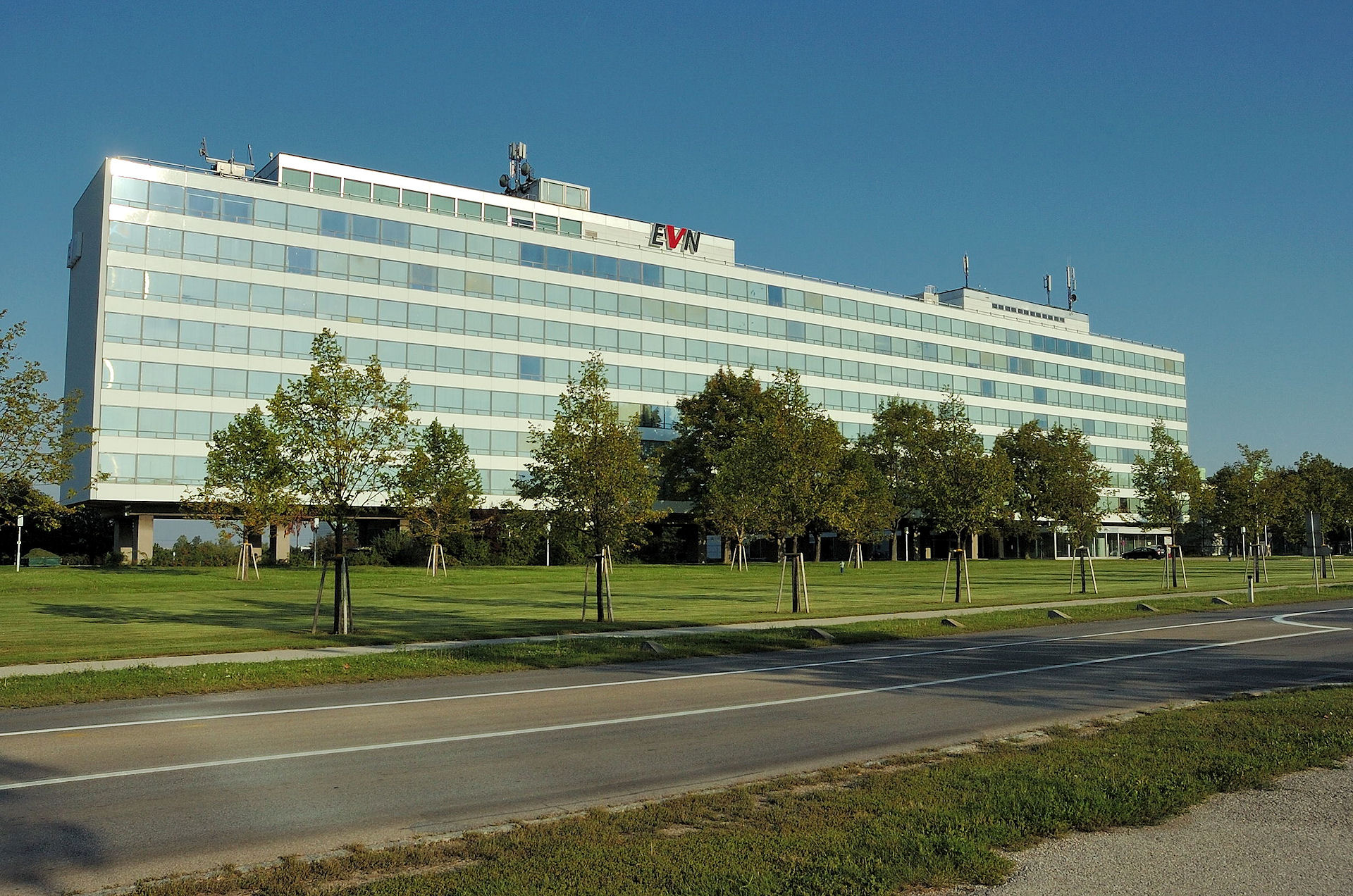
Südstadt, Verwaltungsgebäude der EVN

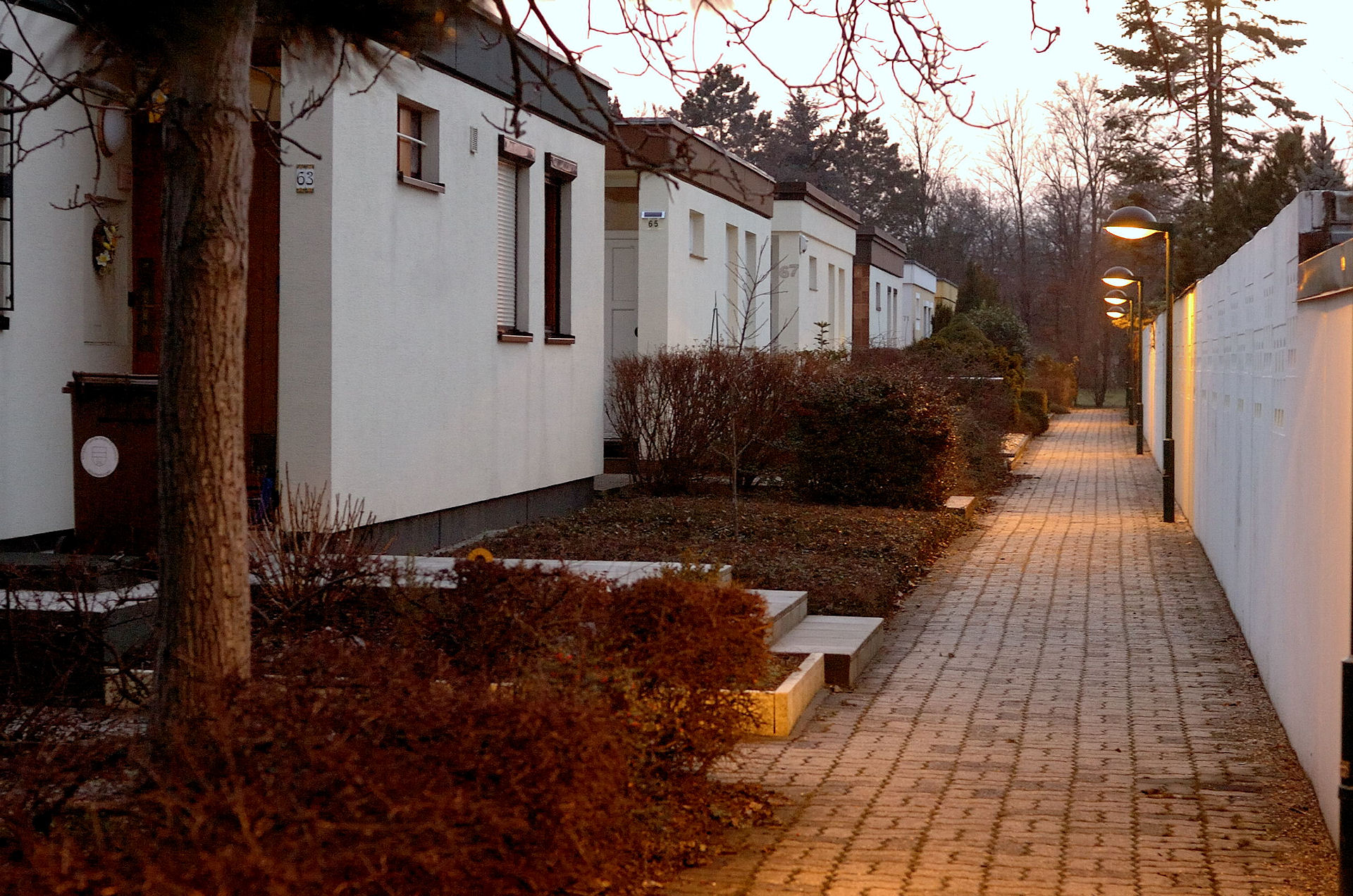
Bungalowreihe, Donaustraße

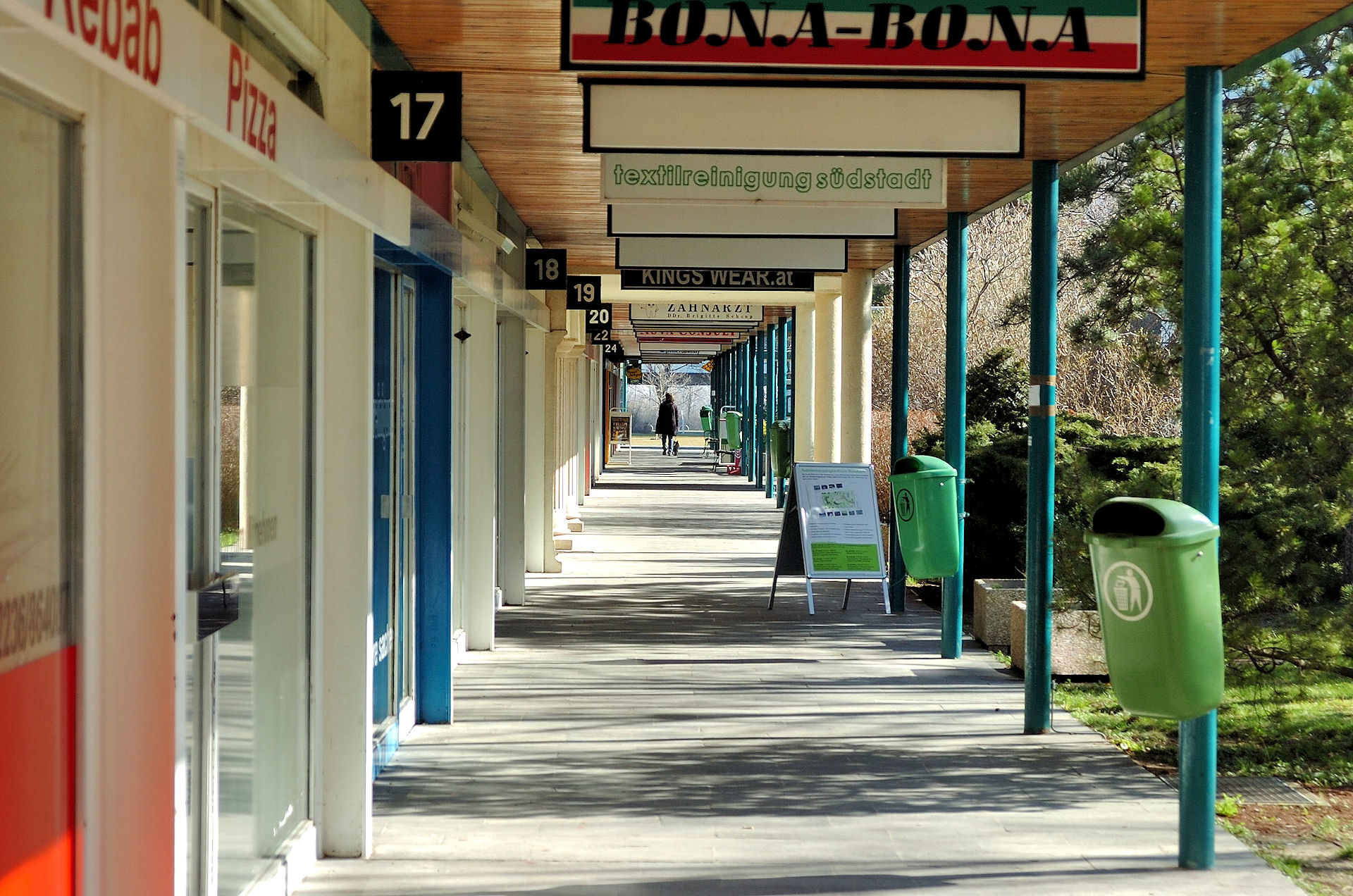
Einkaufszentrum

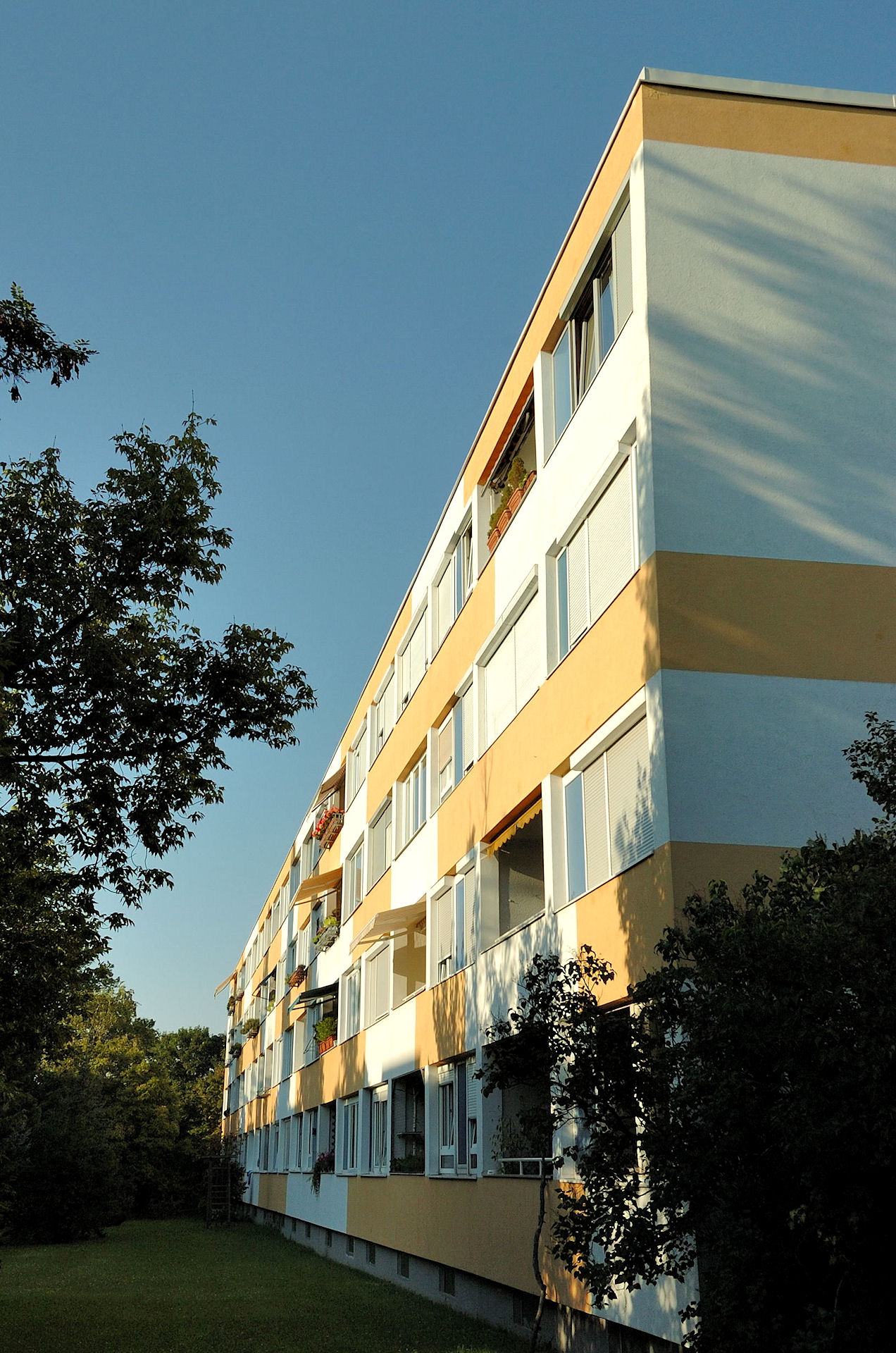
Südstadt, Mehrfamilienwohnblock, Hohe-Wand-Straße

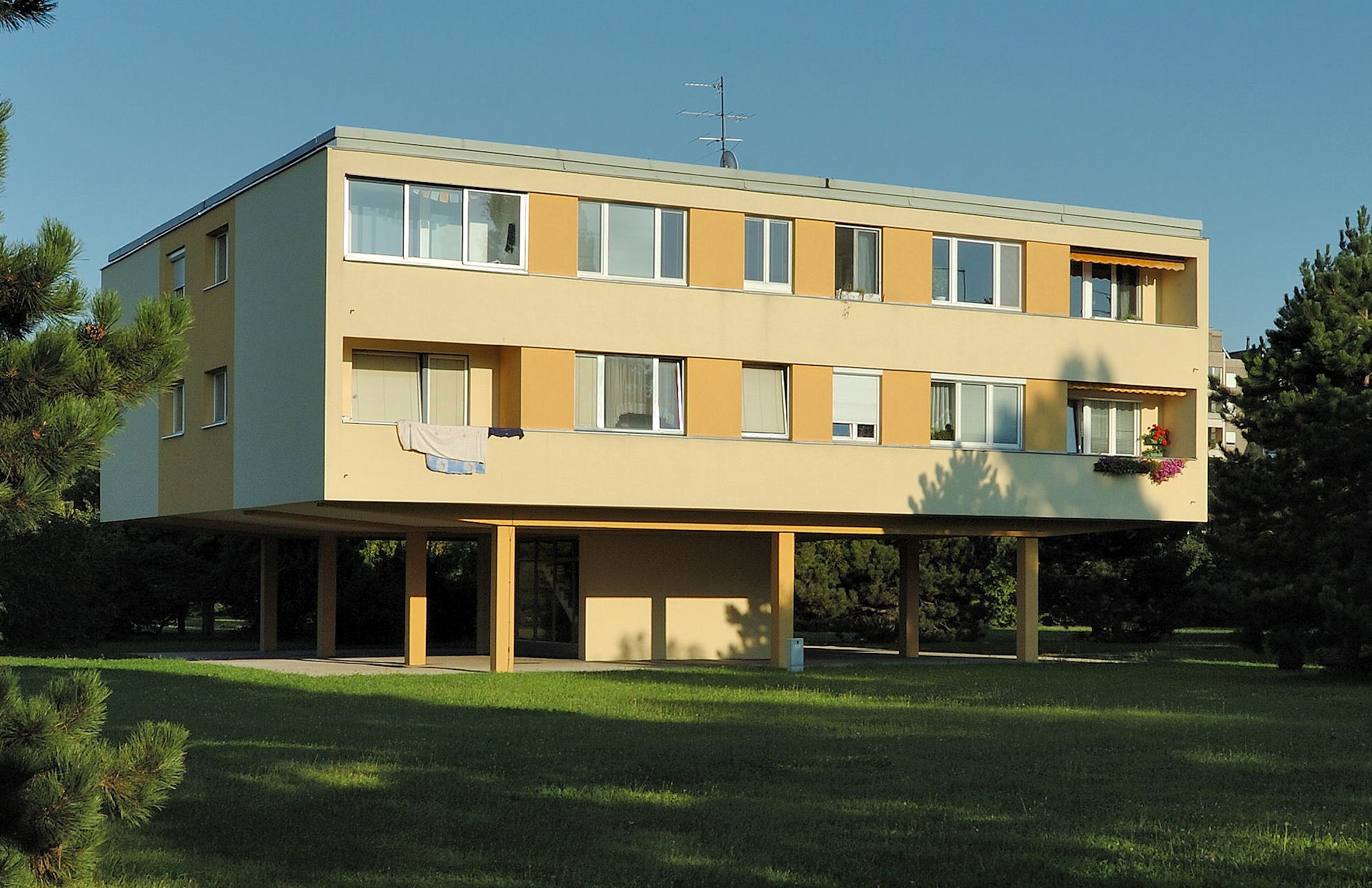
Stelzenhaus, Dobrastraße

Die Südstadt ist ein Ortsteil der Marktgemeinde Maria Enzersdorf im südlichen Umland von Wien.

## Lage
Im Osten des Gemeindegebietes gelegen, wird die Südstadt durch die Triester Straße (B17), im Süden durch die Steinfeldstraße zu Wiener Neudorf und die Grenzgasse zu Mödling begrenzt. Im Westen schließt das Missionshaus St. Gabriel mit seinen Grundstücken (Großes Steinfeld) an und im Norden wird die Südstadt durch den Straßenzug In den Schnablern zu Brunn am Gebirge abgegrenzt.

## Idee und Vorgeschichte
Die Idee schnörkelloser Bauweise mit viel Wohnraum und freien (Grün-)Flächen geht in den Grundzügen auf die 1920er Jahre zurück. Bekannteste Vertreter des Neuen Bauens waren Le Corbusier und Ludwig Mies van der Rohe sowie in Österreich Adolf Loos. 1926 wurden auch in Wien bereits entsprechende Pläne für die Stadterweiterung im südlichen Wiener Umland gezeigt.
Als das Groß-Wien der NS-Zeit 1954 auf die heutige Größe Wiens reduziert wurde und zahlreiche Orte zu Niederösterreich zurückkehrten, wurden diese Stadtentwicklungspläne wieder aufgegriffen. Das Land Niederösterreich plante nun, die Verwaltungszentralen von NEWAG, der landeseigenen Elektrizitätsgesellschaft, und NIOGAS, der ebenfalls landeseigenen Gasgesellschaft (heute in der EVN AG zusammengefasst) aus Wien auf niederösterreichisches Territorium zu verlegen und in Verbindung mit den neuen Firmenzentralen eine Großsiedlung für die Betriebsangehörigen zu bauen.
Als Bauplatz wurde das Gelände zwischen dem Ortskern von Maria Enzersdorf und der Triester Straße südlich von Wien ausgewählt; daher auch der Name Südstadt. In einem Wettbewerb erhielt das Architektenteam Wilhelm Hubatsch / Franz Kiener /  Gustav Peichl den Zuschlag für sein Projekt der Gartenstadt Süd. Der erste Spatenstich erfolgte am 12. September 1960.

## Bau- und Wohnstruktur
Von 1961 bis 1966 wurden 1219 Wohneinheiten gebaut, bis 1975 folgten weitere 787. In der Südstadt sind viele Bauformen dieses Neuen Bauens verwirklicht: vom ebenerdigen, verdichteten Flachbau (in der Südstadt Bungalow genannt) über einstöckige Varianten, zwei- und viergeschoßige Stelzenhäuser für freien Durchblick in der Fußgängerebene (heute großteils mit Büschen und Bäumen zugewachsen) und dreistöckige Mehrfamilienwohnblöcke bis zu zwei Wohnhochhäusern, ursprünglich als symbolisches Einfahrtstor von Wien her gedacht.
Im Osten der Siedlung, an der Triester Straße, stehen das große Verwaltungsgebäude der EVN sowie das Südstadt-Stadion mit dem österreichweit bekannten Bundessport- und Freizeitzentrum. In der Mitte der Südstadt befinden sich ein Einkaufszentrum mit Postamt, Gastronomie und Büros, daran anschließend die Südstadtkirche und Richtung Westen, durch einen Parkplatz getrennt, Volksschule und Kindergarten. Die Beheizung und Warmwasserbereitung der Gebäude erfolgt großteils mit Fernwärme aus dem Biomasseheizkraftwerk Mödling.
Die Einwohnerzahl der Südstadt beträgt etwa 4000, das ist ungefähr die Hälfte der Gesamteinwohnerzahl von Maria Enzersdorf. Da die Wohnungen ursprünglich primär an Angestellte der heutigen EVN AG vergeben wurden und  alle Wohneinheiten in privatem (geförderten) Wohnungseigentum stehen, blieb der Südstadt das Schicksal vieler Trabantenstädte und Großsiedlungen erspart, zum sozialen Brennpunkt zu werden.

## Verkehr
Die Südstadt sollte fußgängerfreundlich und in sich möglichst autofrei sein, obwohl viele Bewohner Autos benötig(t)en, um Einkäufe zu erledigen und Arbeitsplätze, Freizeit- und Kultureinrichtungen in der Region zu erreichen.
Man kann bis nahe an die Häuser der Südstadt zufahren, Durchzugsverkehr ist jedoch nicht möglich. Alle Wege innerhalb der Südstadt lassen sich zu Fuß erledigen. Der Verkehr in der Region hat über die Jahre allerdings beträchtlich zugenommen, da der Speckgürtel im Süden Wiens seit den 1960er Jahren ständig wuchs und man sich an die durch privaten Autobesitz gegebene individuelle Mobilität gewöhnt hat. Öffentliche Verkehrsmittel wurden zwar verstärkt, können aber das weitflächige Siedlungsgebiet im Wiener Becken nur zum Teil bedienen.
Die Südstadt ist in unmittelbarer Nähe mit der Südautobahn A2, der Außenringautobahn (A21 und S1) sowie der Triester Straße (B17) an das hochrangige Straßennetz angeschlossen. So ist auch der Flughafen Wien leicht erreichbar. Weiters besitzt die Südstadt eine Haltestelle der Wiener Lokalbahnen (WLB, Badner Bahn), die schon auf Wiener Neudorfer Gemeindegebiet liegt. Sie wurde 1964 eröffnet. Mehrere Buslinien führen nach Wien und in die umliegenden Gemeinden.
Der Zusammenhang zwischen der Südstadt und der damaligen NEWAG ist bis heute an Straßennamen der Siedlung, die an Standorte von NEWAG-Kraftwerken erinnern, erkennbar: Erlaufstraße, Dobrastraße, Ottensteinstraße, Thurnbergstraße, Kampstraße, Theißplatz, Hohe-Wand-Straße, Wienerbruckstraße und Donaustraße.

## Bundessport und Freizeitzentrum Südstadt (BSFZ)

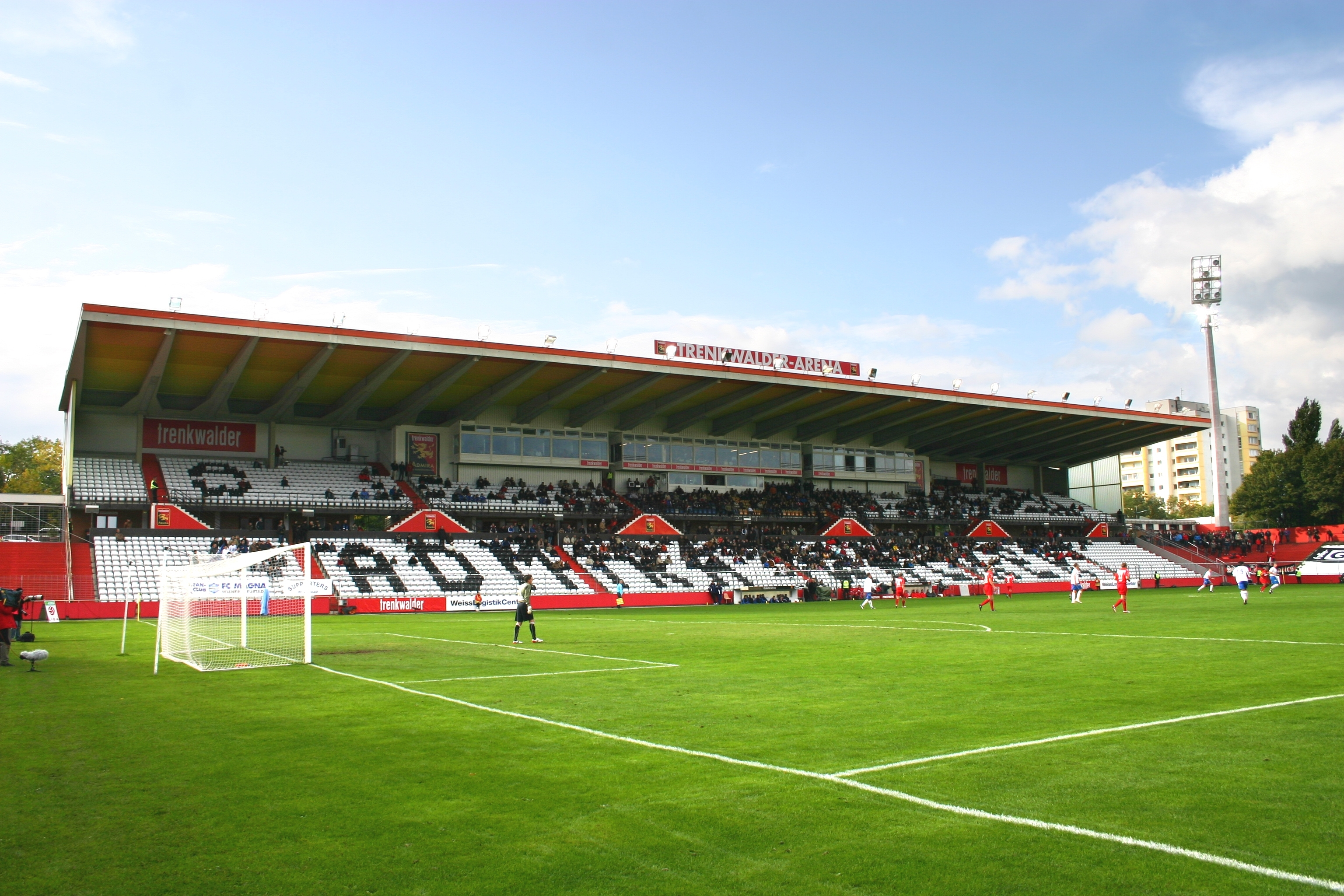
Haupttribüne der Datenpol Arena, ehemals Bundesstadion Südstadt (2008)

Das Bundessport und Freizeitzentrum Südstadt enthält das Österreichische Leistungssport-Zentrum Südstadt, eine vom Bundesministerium für Kunst, Kultur, öffentlichen Dienst und Sport geförderte Einrichtung um österreichische Athleten an die Europa- und Weltklasse heranzuführen und Talente zu fördern.
Im Jahr 1999 kam es zu Renovierungen in einer Auftragshöhe von 10 Millionen Euro, wobei die Sportstätten auf den neuesten Stand gebracht und ein neues Judo- und Fechtzentrum geschaffen wurde.
Das 12.000 Zuschauern Platz bietende Bundesstadion Südstadt, welches ebenfalls zu diesem Areal gehört, wurde 2008 nach dem Sponsor des Fußballvereins FC Admira Wacker Mödling zunächst in Trenkwalder Arena umbenannt und im August 2013 auf den Namen BSFZ-Arena. Seit 2024 trägt das Stadion den Namen Datenpol Arena.